# Bertold IV. z Andechsu
Bertold IV. z Andechsu (německy Berthold IV. von Andechs, † 12. srpna 1204) byl hrabě z Andechsu, vévoda meranský a markrabě istrijský.

## Život
Narodil se jako nejstarší syn hraběte Bertolda III. z Andechsu. Roku 1170 se oženil s Anežkou, dcerou Dediho V. Wettinského. O dva roky později převzal titul hraběte z Andechsu a roku 1175 se stal markrabětem istrijským. Roku 1186 se jako novopečený vévoda meranský zúčastnil výpravy Jindřicha VI. na Sicílii a o tři roky později se vydal s Fridrichem Barbarossou na křížovou výpravu do Svaté země, kde byl nosičem císařovy vlajky.
Po smrti Jindřicha VI. († 1198) se přidal ke straníkům kandidatury Filipa Švábského a v tu dobu dosáhl svého největšího vlivu. Dvě dcery se staly královnami a Bertoldovo území se rozšířilo až k Jaderskému moři.